# Lintonia brizoides
Lintonia brizoides är en gräsart som först beskrevs av Emilio Chiovenda, och fick sitt nu gällande namn av Charles Edward Hubbard. Lintonia brizoides ingår i släktet Lintonia och familjen gräs. Inga underarter finns listade i Catalogue of Life.